# USS LST-53
O USS LST-53 foi um navio de guerra norte-americano da classe LST que operou durante a Segunda Guerra Mundial.